# Аржантен
Аржантен (фр. Argentine) насеље је и општина у источној Француској у региону Рона-Алпи, у департману Савоја која припада префектури Сен Жан де Морјен.
По подацима из 2011. године у општини је живело 916 становника, а густина насељености је износила 32,68 становника/km². Општина се простире на површини од 28,03 km². Налази се на средњој надморској висини од 414 метара (максималној 2.696 m, а минималној 326 m).

## Демографија
| 1962. | 1968. | 1975. | 1982. | 1990. | 1999. | 2011. |
| ----- | ----- | ----- | ----- | ----- | ----- | ----- |
| 753   | 810   | 695   | 623   | 691   | 688   | 916   |

График промене броја становника у току последњих година